# Ivan Paduart
Ivan Paduart (* 20. Oktober 1966 in Anderlecht) ist ein belgischer Jazzpianist, Keyboarder und Komponist.

## Leben und Wirken
Paduart ist der Sohn eines Psychotherapeuten-Ehepaars und begann mit zehn Jahren Klavier zu lernen. Noch als Teenager spielte er in einer eigenen Fusion-Jazz Amateur-Gruppe „Contrefaut“. 1985 überzeugte ihn Michel Herr, bei dem er eine Master Class besuchte, sich ganz dem Jazz zu widmen, und  er studierte in Antwerpen und am Konservatorium von Rotterdam. 1989 gründete er die Fusion-Quintett „Aftertouch“ (gleichnamiges Album 1990 bei B-Sharp Records), mit dem Saxophonisten Vincent Mardens, dem Gitarristen Patrick Deltenre, dem Schlagzeuger Mimi Verderame und dem Bassisten Benoit Vanderstraeten. Seitdem spielte er u. a. mit Toots Thielemans (1995/96), Philip Catherine, Didier Lockwood, Claude Nougaro, Rick Margitza (auf Europa-Tour 2001, Album „Trio Live“), Mike Stern, Hermeto Pascoal und Tom Harrell.
In der von ihm gegründeten Gruppe „True Story“ (gleichnamiges Album „True Stories“ bei Igloo 2000 mit Charlie Mariano) spielten u. a. Nathalie Loriers, die Saxophonisten Ben Sluijs und Steve Houben, der 2001 verunglückte Geiger Jean-Pierre Catoul, der Gitarrist Peter Hertmans, Stefan Lievestro am Bass  und Hans van Oosterhout am Schlagzeug. Er spielt im eigenen Trio und Quartett und u. a. mit Richard Galliano (auch im Duo). Mit Galliano und dessen „Ensemble de musique nouvelle“ nahm er 2004 „Douce Illusions“ auf. Paduart begleitete auch die Sängerin Sylvie Merck.
Seit 1990 hat er mehr als zehn Alben veröffentlicht, wie „Illusions sensorielles“ (1993, im Trio mit dem Bassisten Philippe Aerts und dem Schlagzeuger Bruno Castellucci) „Clair Obscur“ 1997 (Trio mit Hans van Oosterhout am Schlagzeug und Nicolas Thys am Bass, ein Tribut an Fred Hersch) und „Belgian Suites“ 1998 (Trio mit Oosterhout, Hein van de Geyn am Bass), „Blue Landscapes“ 2003 (Trio mit Aerts und dem Schlagzeuger Dré Pallemaerts). 2005 erschien sein erstes Solo-Album „Alone“.
1989 gewann er den ersten Preis bei der „Jazz Rallye Brüssel“ (in der Band des Trompeters Gino Latucca) und im selben Jahr den zweiten Preis bei dem französischen „Concours de La Défense“ (in der Band des belgischen Posaunisten Phil Abraham).